# 도시마촌 (사이타마현)
도시마촌(利島村)은 사이타마현 기타사이타마군에 설치되었던 촌이다. 현재의 가조시에 해당한다.

## 역사
- 1889년 4월 1일 정촌제 시행으로 기타사이타마군 무기쿠라촌(麦倉村) 성립.
- 1893년 5월 27일 무기쿠라촌이 도시마촌(利島村)으로 개칭.
- 1955년 4월 1일 가와베촌과 합병하여 기타카와베촌(北川辺村)이 됨.